# Melara
Melara är en ort och kommun i provinsen Rovigo i regionen Veneto i Italien. Kommunen hade 1 741 invånare (2018).